# Грасько Олександр Григорович
Олександр Григорович Грасько — солдат Збройних Сил України, учасник російсько-української війни, який загинув під час російського вторгнення в Україну.

## Життєпис
Мешканець с. Хрестителеве, Золотоніський район, Черкаська область. 
У 2015—2016 роках брав участь в АТО на сході України. 
З початку російського вторгнення в Україну в 2022 році знову став на захист Батьківщини. Солдат, стрілець-зенітник. Загинув у віці 32 років 10 червня 2022 року поблизу міста Миколаївка Краматорського району Донецької області. Похований у рідному селі.

## Нагороди
- орден «За мужність» III ступеня (2022) (посмертно) — за особисту мужність і самовіддані дії, виявлені у захисті державного суверенітету та територіальної цілісності України, вірність військовій присязі.[2]